# Xã Greenfield, Quận Orange, Indiana
Xã Greenfield (tiếng Anh: Greenfield Township) là một xã thuộc quận Orange, tiểu bang Indiana, Hoa Kỳ. Năm 2010, dân số của xã này là 730 người.